# Taglio al plasma

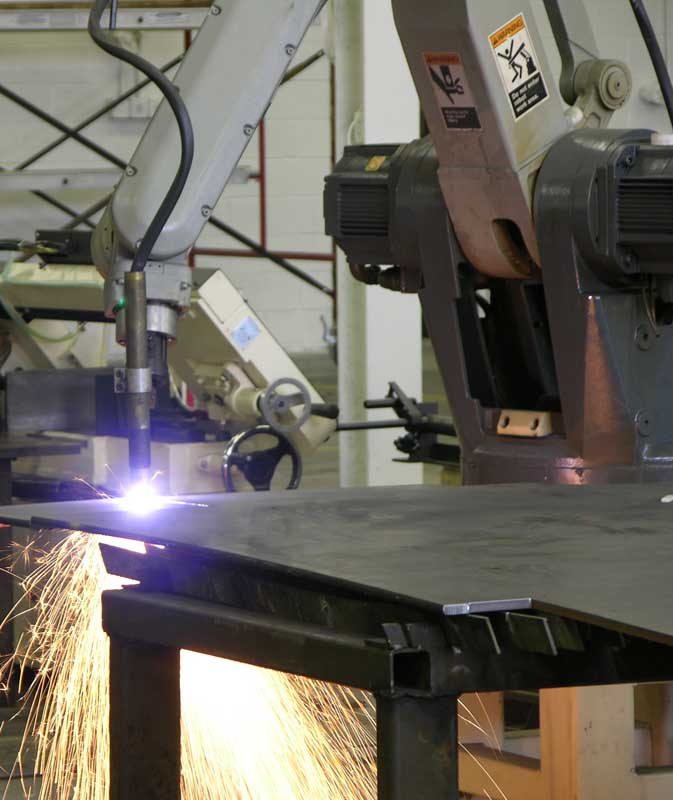
Robot industriale che esegue un taglio al plasma

Il taglio al plasma è un procedimento impiegato per tagliare l'acciaio ed altri metalli utilizzando una torcia al plasma.

## Storia
Il taglio al plasma deriva dalla tecnologia preesistente della saldatura a plasma. Essa è realizzata tramite un getto di plasma ad alto contenuto energetico in grado di lavorare la superficie del pezzo, sia per effettuare trattamenti superficiali sia per ottenere una vera e propria saldatura. La modifica dello strumento che conduce all'invenzione del taglio al plasma è descritta nel brevetto del 1955 di Robert Gage per la Union Carbide. A seguito delle sue ricerche, Gage introduce un ugello posto lungo il percorso del plasma caldo che lo costringe all'interno di una forma ben definita. Il risultato della presenza di questo componente è un getto molto più sottile, rigido e stabile, tale da avere una potenza specifica talmente alta da essere in grado di tagliare i metalli.

## Funzionamento
Un gas viene soffiato ad alta pressione da un ugello, contemporaneamente attraverso questo gas si instaura un arco elettrico tra un elettrodo e la superficie da tagliare, che trasforma il gas in plasma. Il plasma trasferisce calore al materiale metallico fino a portarlo alla temperatura di fusione e rompere così la continuità del metallo. Il risultato è assai simile al taglio di un foglio di burro con un sottile getto di aria calda. L'energia cinetica del gas espelle il metallo fuso dalla zona di taglio permettendo così il procedere dell'operazione.
In una prima fase (fase d'innesco) una corrente ad alta tensione e a bassa intensità innesca una piccola scintilla ad alta intensità tra elettrodo e ugello, generando una piccola tasca di plasma che viene chiamata arco pilota. Un altro sistema di innesco, più 'pulito' dal punto di vista delle interferenze elettromagnetiche, è l'innesco per contatto. Questa tecnologia prevede che l'elettrodo sia a contatto con l'ugello e che una corrente passi tra questi due elementi in corto circuito. Al passaggio della corrente viene inviato anche il gas che stacca l'elettrodo dall'ugello generando la scintilla di innesco.
Nella fase successiva (fase di trasferimento) il plasma si mette in contatto con il pezzo in lavorazione, che costituisce l'anodo. Il plasma completa il circuito fra l'elettrodo e il pezzo in lavorazione e conduce l'alta corrente elettrica a bassa tensione. 
Se la macchina da taglio al plasma usa alta frequenza / alto voltaggio per avviare il circuito, il circuito è solitamente spento per evitare l'eccessivo consumo. Il plasma, che è tenuto fra il pezzo in lavorazione e l'elettrodo, viaggia a più di 15.000 km/h (oltre dodici volte la velocità del suono nell'atmosfera).

## Utilizzo
Il plasma è un mezzo efficace di taglio sia per lamiere sottili che spesse. Le torce manuali possono tagliare solitamente una piastra d'acciaio al carbonio spessa fino a 50 millimetri e le torce più potenti montate su macchine utensili possono perforare e tagliare strati d'acciaio fino a 130 millimetri di acciaio inox, usando una miscela di Argon e Idrogeno. Per l'acciaio al carbonio lo spessore massimo raggiungibile comunemente è inferiore ai 35 mm (quindi inferiore agli spessori raggiungibili a mano) poiché lo sfondamento della lamiera in automatico è molto delicato. In effetti anche i 130 mm sull'inox si raggiungono partendo da bordo lamiera o con un preforo e grazie all'uso di un gas dall'alto potere calorifico.
Le macchine da taglio al plasma producono un 'cilindro' caldissimo e perfettamente direzionabile sulla linea di taglio, perciò sono praticamente insostituibili per il taglio di fogli metallici curvati o superfici variamente angolate.
Le torce al plasma hanno prezzi assai elevati, per cui sono riservate a un utilizzo prevalentemente professionale, anche se i prezzi in continuo calo cominciano ad arrivare alla portata di molti hobbisti. Come accade per altre apparecchiature, al calo dei prezzi si accompagna una continua riduzione degli ingombri e dei pesi (portabilità) e il contemporaneo mantenimento e persino incremento delle capacità funzionali.

## Metodi d'innesco
Le macchine da taglio al plasma hanno diversi metodi di innesco per l'arco pilota, che dipendono dall'ambiente in cui l'unità deve essere usata e dalla sua modernità. Le taglierine al plasma più vecchie usano un circuito ad elevata frequenza ed elevata tensione per l'innesco dell'arco. Questo metodo ha diversi svantaggi, incluso il rischio di cortocircuito, difficoltà a effettuare riparazioni, manutenzione dello sparkgap e grande quantità di emissioni di radio frequenze.  Le taglierine al plasma che lavorano vicino apparecchiature elettroniche sensibili, come apparecchiature CNC di strumenti al plasma si basano su quelli ad aria, ad acqua o a gas, ma questi ultimi sono più costosi. Il taglio al plasma è particolarmente usato per l'eliminazione ed il successivo recupero di materiali metallici di scarto e rifiuti, come le carcasse di elettrodomestici, ha quindi anche un impiego ecologico. Pur essendo ancora in fase sperimentale, il taglio al plasma sta ormai divenendo uno dei sistemi più usati e funzionali per il taglio delle lamiere e dei metalli in genere.

## Torce al plasma ad inverter
Le torce al plasma da taglio possono essere alimentate da apparecchi ad inverter. Tale soluzione, dato che le torce da taglio richiedono tipicamente più di 2 kW, consente l'impiego di un trasformatore ad alta frequenza molto compatto e leggero invece del tradizionale e pesante trasformatore alla frequenza di rete.
Negli apparecchi di alimentazione per torce al plasma ad inverter, l'alimentazione di rete viene dapprima convertita in tensione continua, che è usata per alimentare un circuito a commutazione, appunto l'inverter, basato su IGBT o MOSFET. Questi ultimi funzionano da interruttori e sono pilotati a frequenze di qualche decina o centinaio di kHz, producendo una tensione alternata a tale frequenza che permette di ridurre grandemente il flusso magnetico richiesto nel trasformatore e quindi la sua dimensione. A valle del trasformatore è presente un raddrizzatore. L'insieme di inverter, trasformatore ad alta frequenza e raddrizzatore costituisce un convertitore c.c.-c.c. con isolamento, che può essere basato su diverse topologie (o circuiti). Sebbene più leggere e più potenti, alcune torce al plasma alimentate ad inverter privi di correzione del fattore di potenza (o Power factor correction - PFC) non possono essere alimentate da un gruppo elettrogeno. Questo perché il PFC rende la tensione di alimentazione dell'inverter indipendente dalle fluttuazioni di tensioni a cui è soggetto il gruppo elettrogeno.

## Scriccatura al plasma ("sgorbiatura")
La scriccatura al plasma è un processo correlato al taglio al plasma, tipicamente implementato nella stessa macchina che effettua il taglio al plasma. Invece di tagliare il materiale, la scriccatura al plasma utilizza una differente configurazione di torcia (gli ugelli della torcia e i diffusori del gas sono normalmente differenti) con una maggiore distanza tra la torcia e il pezzo in lavorazione per allontanare il metallo "sgorbiato" o inciso. Per effettuare la lavorazione e favorire l'espulsione del materiale la torcia viene tenuta in posizione inclinata, spesso grazie all'uso di guide specifiche o della morfologia della cuffia di protezione della torcia.  
La scriccatura al plasma può essere utilizzata in molte applicazioni, inclusa la rimozione di una saldatura con esposizione del cianfrino per una sua rilavorazione. Le scintille addizionali generate dal processo richiedono che l'operatore indossi una protezione in scorza di pelle che gli protegga le mani e gli avambracci.

## Precauzioni
Nel taglio al plasma, oltre alla temperatura di fusione dei metalli si supera, a volte, anche il loro punto di ebollizione: la maggior parte dei vapori metallici, ad esempio il Titanio, sono tossici e non devono essere respirati. Questo implica lavorare in luoghi bene aerati o sotto una cappa aspirante, e per le macchine più grandi rende necessario un adeguato impianto di smaltimento dei fumi. Va poi tenuta in considerazione l'alta tensione presente in un impianto e i rischi connessi all'utilizzo di sorgenti di corrente di queste tipologie.
Come tutti gli archi elettrici, anche l'arco plasma produce radiazioni luminose ultraviolette da cui ci si deve proteggere con l'uso di appositi dispositivi (maschere, occhiali con filtri adatti e vestiti adeguati).
L'arco è anche una sorgente di rumore, una sorgente di radiazioni elettromagnetiche che possono interferire con dispositivi tipo "pacemaker" specialmente se dotati di sorgenti di alta frequenza. 
Conclusione: non sottovalutare i rischi dell'utilizzo di questi apparecchi, usare le protezioni, leggere bene il capitolo 'sicurezza' del manuale di uso e manutenzione che i produttori sono tenuti a fornire con il prodotto, nella lingua del paese in cui l'impianto viene venduto (valido in Europa).